# Oude toren (Duizel)

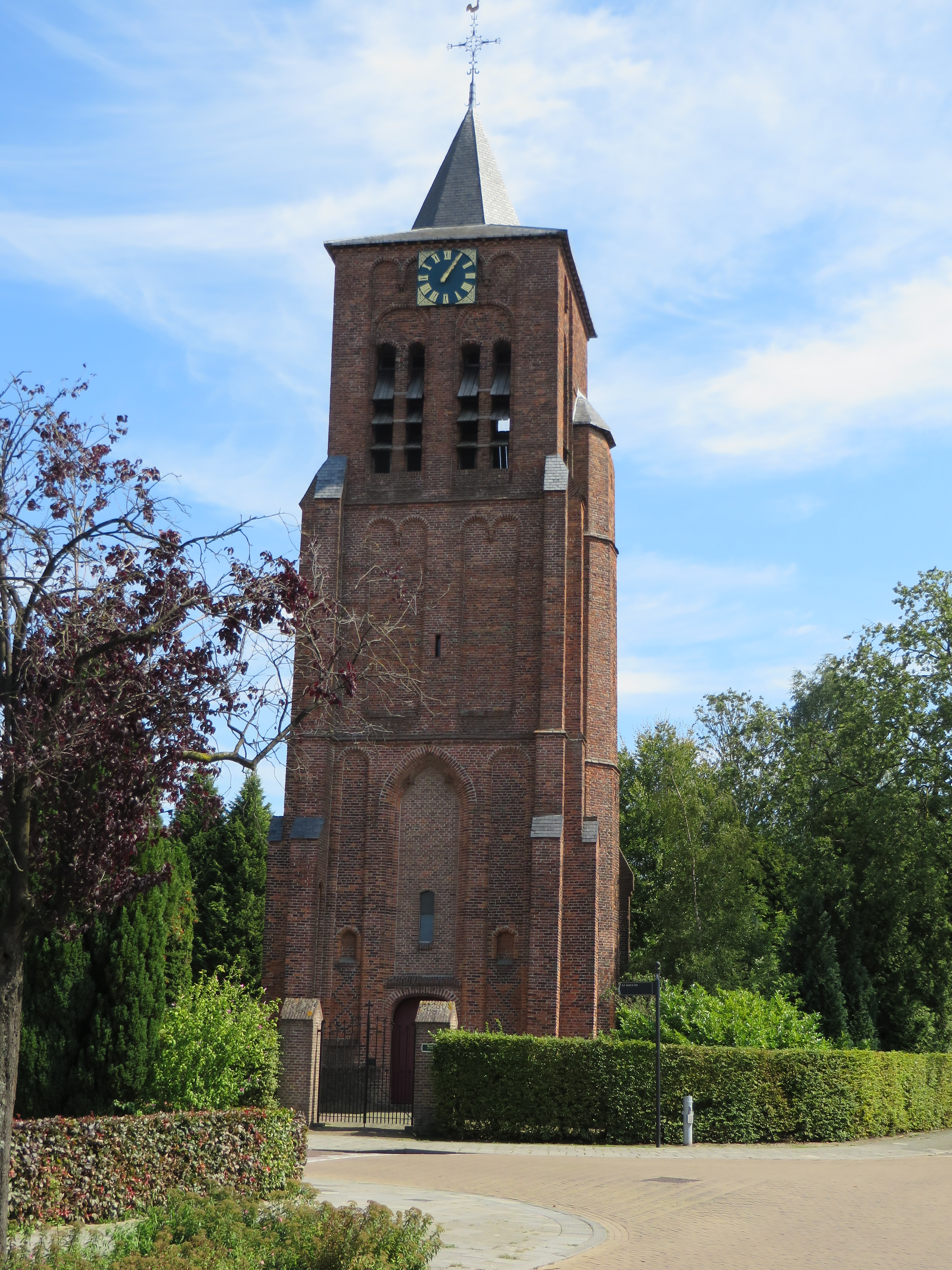
Oude toren

De Oude toren is een alleenstaande kerktoren in de tot de Noord-Brabantse gemeente Eersel behorende plaats Duizel, gelegen aan de Oude kerkstraat 1.

## Geschiedenis
De toren werd gebouwd in de 15e eeuw en was onderdeel van de toenmalige Sint-Jans Geboortekerk. Het patronaatsrecht van de parochie behoorde vanouds toe aan het Bartolomeüskapittel te Luik. Vanaf het einde van de 17e eeuw kwam het toe aan de Abdij van Tongerlo. Van 1648 tot 1827 werd de parochie bediend door de Abdij van Postel.
De kerk werd in 1648 protestants, maar enige tijd nadien betrokken de katholieken een schuurkerk aan de Groenstraat. In 1798 kregen ze hun kerk weer terug, maar in 1800 stortte een deel van de toren op de kerk die zodanig vernield werd, dat de katholieken tot 1822 weer van hun schuurkerk gebruik moesten maken. In 1822 was de kerk herbouwd en was de toren hersteld maar in 1927 kwam de nieuwe Sint-Jan Geboortekerk in gebruik en werd de oude kerk gesloopt. De toren bleef echter bewaard.

## Gebouw
Het betreft een alleenstaande bakstenen toren in gotische stijl uit de 2e helft van de 15e eeuw. In de toren bevindt zich een klokkenstoel.